# Oldřich Starý (lékař)
Oldřich Starý (15. června 1914, Plzeň – 14. ledna 1983, Bratislava) byl český lékař specializující se v oboru neurologie, vysokoškolský pedagog a v letech 1966–1969 rektor Univerzity Karlovy.
Narodil se jako prvorozené dvojče (bratr Rudolf Karel přišel na svět o 10 minut později) do rodiny architekta a profesora státní průmyslové školy v Plzni Oldřicha Starého, syna c. k. vládního rady Václava Starého, a jeho manželky Emilie, roz. Mayrové, dcery císařského rady Karla Mayra. Pokřtěn byl jmény Oldřich Václav.
Působil jako přednosta Neurologické kliniky FVL UK a Všeobecné fakultní nemocnice v Praze. Byl profesorem neurologie Univerzity Karlovy.
V lednu 1969 spoluorganizoval pohřeb upáleného studenta univerzity Jana Palacha a ve smuteční řeči jeho čin označil za akt „čistého srdce a neobyčejné lásky k pravdě, svobodě a demokracii.“ Podle vyjádření tehdejšího prorektora Zdeňka Dienstbiera musel v roce 1969 z funkce odejít, respektive nekandidovat opět na nejvyšší univerzitní post.